# Rodna kuća fra Andrije Kačića Miošića
Rodna kuća fra Andrije Kačića Miošića, kuća u Bristu, zaštićeno kulturno dobro.

## Opis dobra
Stambena katnica pravokutnog tlocrta, dijelom ukopana u teren, izgrađena je iznad sela Brista. Gospodarsko prizemlje i stambeni kat povezuju vanjske stube na zapadu. Na istočnom pročelju je sačuvana jedna puškarnica. Tipološki kuća pripada utvrđenim stambenim kućama Makarskog primorja, a ima i memorijalni značaj, s obzirom na to da se tu 1704. godine rodio hrvatski pjesnik i narodni preporoditelj fra Andrija Kačić Miošić, o čemu svjedoči spomen-ploča postavljena 1934. godine na južno pročelje kuće.

## Zaštita
Pod oznakom Z-4875 zavedena je kao nepokretno kulturno dobro - pojedinačno, pravna statusa zaštićena kulturnog dobra, klasificirano kao "memorijalna baština".